# Saravena
Saravena är en kommun i Colombia.   Den ligger i departementet Arauca, i den norra delen av landet, 400 km nordost om huvudstaden Bogotá. Antalet invånare är 42 766.